# Émilie Kempin-Spyri
Émilie Kempin-Spyri (Altstetten, un barrio que forma parte de la comuna suiza de Zúrich, 18 de marzo de 1853 – Basilea, Suiza, 12 de abril de 1901) fue la primera mujer que se graduó en la carrera de Derecho en su país y que al no serle permitida ejercer su profesión emigró a Nueva York, Estados Unidos, donde fundó una Escuela de Derecho para mujeres; posteriormente volvió a su país donde ejerció la docencia y después se radicó en Berlín donde trabajó como traductora y abogada, militando durante toda su vida por los derechos de las mujeres.

## Graduación en Derecho
Era hija de un pastor y sobrina de la escritora Joanna Spyri. En su juventud trabajó durante un año como femme au pair en Neuchâtel. Entre 1876 y 1879 dio a luz a tres niños. 
Aprobó a los 30 años el “examen de capacidad” -‘examen de maturité’- que le permitía realizar estudio terciarios, pese a la oposición de su entorno familiar, ingresó a la Universidad de Zúrich y en 1887, después de dos años de estudio, fue la primera mujer en obtener el doctorado en derecho en su país. Cuando pretendió ejercer la abogacía los tribunales no le permitieron actuar ante ellos alegando que conforme al Código Civil las mujeres tenían una capacidad civil disminuida y que el principio de igualdad de trato no implicaba la igualdad de derechos entre personas de distinto sexo por lo que recurrió al Tribunal Supremo Federal de Suiza para una reinterpretación del Artículo 4 de la Constitución Federal en el sentido de que el concepto "ciudadano suizo" podría incluir a las mujeres, que fue rechazado como " tan nuevo como audaz "  y que una interpretación diferente era contraria a todos los análisis históricos y sería tan novedosa como osada.

## Traslado a Estados Unidos y retorno a Suiza
Después de que la Universidad de Zúrich se negara a aceptarla como docente, emigró con su esposo y tres hijos a Nueva York, donde después de un corto tiempo obtuvo un cargo en la Facultad de Derecho de la Universidad de Nueva York y enseñaba medicina forense en el Hospital y Escuela de Medicina de Nueva York, fue Secretaria de la Sociedad Médica Legal de Nueva York, fundó una escuela de derecho para mujeres y se involucró en la ayuda legal para pobres, pero su esposo no se adaptó a la vida del país y retornó a Suiza, y ella lo siguió un año después.
En Zúrich fundó una escuela privada de derecho en la que daba los cursos, pero encontró crecientes dificultades financieras. En 1891 hizo una nueva solicitud para ser aceptada como docente en la Universidad de Zúrich y aunque el Senado de la Universidad rechazó la solicitud, recibió autorización como medida excepcional del Departamento de Educación. 
Tampoco allí era fácil su labor, los estudiantes estaban condicionados por un modelo paternalista que hacía de una mujer profesora una figura extraña, sino amenazante por lo cual muchos reaccionaron boicoteando sus clases. Paralelamente fue la primera mujer de la "Asociación Suiza de Abogados" e ingresó all consejo de la "Frauenrechtsschutzverein" (Derecho de las mujeres) desde el que proponía reformas a la legislación suiza y a la Asociación para la protección de las mujeres -«Frauenschutzverein» cuyo objetivo era mejorar la posición de las mismas en la sociedad.

## Residencia en Alemania
En 1894 se opuso al proyecto de Eugen Huber en lo que se refería al régimen matrimonial del nuevo Código Civil Suizo, demasiado discriminador contra las mujeres. Al año siguiente, se divorció y emigró a Berlín, donde enseñó derecho, abrió un estudio de asesoramiento jurídico, publicó con éxito literatura legal y se convirtió en la traductora oficial de alemán-inglés para todos los tribunales del Margraviato de Brandeburgo. Comenzó a interesarse en la posición de las mujeres en el Código Civil alemán y participó en septiembre de 1896 en el Congreso Internacional de Mujeres en Berlín y en junio de 1897 en el "Congreso Social Evangélico" en Leipzig. Su posición de que los derechos de las mujeres debían avanzar no solamente en el campo de la política, sino también en el mundo profesional y el mercado laboral, contradecía a los principales representantes del movimiento de mujeres burguesas y tampoco no eran aceptadas por las feministas, sobre todo por las más radicalizadas que rechazaban el código, lo que la llevó a apartarse del movimiento alemán por los derechos de las mujeres. 
. Los problemas familiares y económicos la condujeron a la esquizofrenia y a partir del otoño de 1897 estuvo internada en la Casa de Salud Berolinum, en Berlín. En 1898 fue declarada incapacitada y puesta bajo tutela y al año siguiente la transfirieron a la clínica psiquiátrica Friedmatt en Basilea, en la que falleció sola y pobre, de cáncer de útero el 12 de abril de 1901. La cuestión acerca de si estaba realmente incapacitada desde el punto de vista de la siquiatría ha motivado controversias sin tener hasta ahora una respuesta definitiva, pero lo cierto es que bregó tenazmente y sin resultado contra esa conclusión.

## Homenajes
Gracias a Emilie Kempin-Spyri, se aprobó en Zúrich en 1898 un nuevo estatuto de abogado vigente para el cantón, que permitía a las mujeres practicar leyes, a pesar de carecer de ciudadanía activa y en 1923 este criterio fue extendido a nivel nacional. Anna Mackenroth fue la primera suiza en convertirse en abogada.
El 19 de abril de 2004, la Asociación Gremial de Mujeres Gesellschaft zu Fraumünster de Zúrich honró a Emilie Kempin-Spyri como ciudadana de Zúrich que a pesar de sus méritos sobresalientes ha caído en el olvido; el homenaje se realizó con el patrocinio de la Universidad de Zúrich colocando una  placa en su edificio. Esa placa fue reemplazada el 28 de mayo de 2009 por otra definitiva en el vestíbulo de la Biblioteca de los Institutos de Derecho.
En una ceremonia celebrada el 22 de enero de 2008, se inauguró en el atrio de la Universidad de Zúrich un monumento en forma de gran chaise longue creado por Pipilotti Rist; con esto, el papel de Kempin-Spyris fue reconocido como la primera conferenciante universitaria de la Universidad de Zúrich y como pionera en la igualdad de derechos para las mujeres.
La vida de Emily Kempin-Spyris fue retratada literariamente en el libro de Eveline Hasler Die Wachsflügelfrau. En Altstetten, el recorrido Emilie-Kempin-Spyri fue nombrado en su honor.